# 博加薩
20°1′12″N 2°15′40″E / 20.02000°N 2.26111°E
博加薩（法語：Boghassa），是馬里的城鎮，位於該國西南部，由基達爾區的阿貝巴拉省負責管轄，面積11,000平方公里，海拔高度703米，2009年人口3,401，人口密度每平方公里0.31人。